# Drängsjön
Drängsjön är en sjö i Åkersberga i Österåkers kommun i Uppland som ingår i Åkerströms huvudavrinningsområde. Sjön är 11,1 meter djup, har en yta på 0,3 kvadratkilometer och befinner sig 37,3 meter över havet.
Vandringsleden Roslagsleden passerar Drängsjön. Vid sjön ligger friluftsgården Domarudden.
Traditionen berättar att namnet kommer av att sju drängar gick igenom isen och drunknade, vilket det dock inte finns några historiska belägg för.

## Delavrinningsområde
Drängsjön ingår i delavrinningsområde (660282-164275) som SMHI kallar för Utloppet av Drängsjön. Medelhöjden är 51 meter över havet och ytan är 3,28 kvadratkilometer. Det finns inga avrinningsområden uppströms utan avrinningsområdet är högsta punkten. Vattendraget som avvattnar avrinningsområdet har biflödesordning 2, vilket innebär att vattnet flödar genom totalt 2 vattendrag innan det når havet efter 6,7 kilometer. Avrinningsområdet består mestadels av skog (36 procent). Avrinningsområdet har 0,3 kvadratkilometer vattenytor vilket ger det en sjöprocent på 1,9 procent. Bebyggelsen i området täcker en yta av 7,15 kvadratkilometer eller 45 procent av avrinningsområdet.

## Fisk
Vid fiske i sjön har fångats följande fiskar:
- Abborre
- Bäckröding
- Gädda
- Lax
- Regnbåge
- Sarv
- Öring